# 安基利亞布 (安帕尼希縣)
安基利亞布（Ankiliabo）為位在馬達加斯加西南部的城鎮，由阿齊莫-安德列發那區安帕尼希縣（Ampanihy District）管轄。2001年人口普查估計該城鎮人口約有9,000人。
該城鎮的學校只有小學。從事農業以及畜牧業的居民分別佔該城鎮人口總數的35%和60%。木薯和鷹嘴豆為該城鎮最重要的作物，而其他重要作物尚有玉米等。從事製造業以及服務業的居民分別佔該城鎮人口總數的1%和4%。